# 傅良諫
傅良諌（1544年—？），字以信，號忠所，江西撫州府臨川縣人，民籍，明朝政治人物。

## 生平
嘉靖四十三年（1564年）甲子科江西鄉試第七十一名舉人。嘉靖四十四年（1565年）中式乙丑科會試第二百五十四名，三甲第一百九十一名進士。工部观政，本年十月授奉化知县，四十五年十一月调会稽县，隆慶三年（1569年）闰六月升南吏部主事，五年二月升郎中，六年七月养病。万历三年（1575年）十一月復除南吏部，六年四月升重庆知府，十年十一月升广东副使，以病致仕。二十七年起四川副使，二十九年丁忧，三十一年七月补山东副使。

## 家族
曾祖傅光鼐；祖父傅柯；父傅蓂，累封贈郎中；母黃氏，累封太宜人。兄傅良言（知县）。